# Palais romain de Fishbourne
Le palais romain de Fishbourne est un site archéologique britannique situé à Fishbourne (en), dans la municipalité de Chichester et la région du Sussex de l'Ouest. C'est le plus grand bâtiment résidentiel romain connu en Grande-Bretagne. On situe sa construction vers l'an 75 après J.-C., soit environ trente ans après la conquête romaine de la Grande-Bretagne. Ses nombreux sols en mosaïque, d'une qualité remarquable, en font un site exceptionnel.
Une grande partie du palais a été fouillée et est aujourd'hui préservée. Un musée a été construit sur place. Le palais, de forme rectangulaire, était entouré de jardins à la française, dont les parties septentrionales ont été reconstituées.
Il a connu d'importantes modifications aux IIe et IIIe siècles, notamment lors de l'ajout de nombreuses mosaïques noir et blanches et d'œuvres colorées plus sophistiquées, telles que la mosaïque des dauphins de l'aile nord, en parfait état de conservation. D'autres modifications étaient en cours lorsque le palais fut brûlé vers 270. Après cette date le palais a été abandonné.